# Arxiu Històric d'Oriola
L'Arxiu Històric d'Oriola (en castellà Archivo Histórico de Orihuela) és un arxiu de titularitat autonòmica, ubicat a la localitat d'Oriola, i proporciona servicis de consulta de fons, reprografia, digitalizació, biblioteca i visites programades per a centres docents. Té la seu dins de les instal·lacions de la Biblioteca Pública Fernando de Loazes.

## Història
L'Arxiu té el seu origen en l'Arxiu de Protocols reunit pels dominics a partir del segle xv, encara que no tingué reconeixement oficial fins al 19 de juliol de 1954.
L'any 2019 s'inicià un procés de digitalització de 80.000 imatges del seu fons, corresponents a documents del convent i col·legi de Santo Domingo, dels fons de Fernando de Loazes i de la Universitat d'Oriola, així com de 365 pergamins datats entre els segles XIV i XVII.

## Fons
- Fons notarials, amb protocols o registres notarials reunits pels dominics entre 1408 i 1908
- Fons del convent i col·legi de Santo Domingo, de Don Fernando de Loazes i de la Universitat d'Oriola, amb documents datats entre els segles XV i XIX.
- Fons de Governació, procedents de l'antiga Governació d'Oriola, datats entre els segles xvi i xvii.
- Pergamins
- Fons privats
  - Tomás López Galindo, advocat i administrador dels béns del marqués de Fontalba i de Cubas
  - Ramón Pérez Álvarez, estudiós i gran coneixedor de la vida i obra del poeta Miguel Hernández
  - família Soler de Castilla[5]

Entre els documents que custodia cal destacar:
- una carta que els Reis Catòlics van enviar a Oriola per informar sobre la conquesta de Granada
- un ban de l'alcalde accidental David Galindo, datat l'11 de desembre de 1931, on les autoritats republicanes declaren fora de la llei al rei Alfons XIII
- un llibre d'allistament militar de 1931 on se cita que Miguel Hernández s'ha d'incorporar al servici, juntament amb una anotació posterior declarant la seva mort després de la guerra civil.